# Genolier
Genolier is een gemeente en plaats in het Zwitserse kanton Vaud, en maakt deel uit van het district Nyon. Genolier telt 1586 inwoners.

## Overleden
- Hélène Gautier-Pictet (1888-1973), feministe
- Paul Feyerabend (1924-1994), Oostenrijks wetenschapsfilosoof
- Peter Ustinov (1921-2004), Brits acteur en schrijver
- Bob Kroon (1924-2007), Nederlands journalist
- Marie Laforêt (1939-2019), Frans acrtrice, zangeres en schrijfster